# Hærnyken
Hærnyken est une île norvégienne des îles Lofoten, située dans la municipalité de Røst du comté de Nordland.